# Gais Handboll
Idrottsföreningen Gais startade en sektion för handboll 1939. Sektionen nådde vissa framgångar, med som bäst en fjärdeplats i division II säsongen 1957/1958 innan den lades ner 1964. Laget spelade i gröna skjortor med vita ärmar.

## Historik
Då Gais handbollssektion startade under andra världskrigets första år hade man till en början inte större ambitioner än att fotbollsspelarna skulle kunna hålla igång under vinteruppehållet. Laget, under ledning av pionjären Stellan Ekstrand, inledde sin levnad i klass V, och förlorade inte en enda match under sina två första säsonger; efter tre år hade man gått upp i klass II A. Säsongen 1943/1944 slutade man trea i samma serie, efter storheterna IK Baltichov och IK Heim, och säsongen därpå blev man tvåa bakom FW Hasselblads IF och avancerade till klass I. Gais vann samtliga sina sju matcher i klass I 1945/1946 och gick upp i division III Göteborgsserien. Första året i trean slutade man femma, 1949 och 1950 sjua.
År 1955 vann Gais CM efter finalseger mot IK Heim med 12–11 efter förlängning. Åke Lindegarth och Rolf Almqvist var matchvinnare, och målvakten Stig Andreasson storspelade. Junioren Per Ove Andersson, som var med i det CM-vinnande laget, skulle under namnet Arkevall gå vidare till Redbergslids IK och svenska landslaget. Utöver dessa spelade bland andra Stig Björkman, Leif Cronholm, Leif Linderoth och Bengt Apell i laget, som anfördes av lagledaren Stig Hillén och tränaren Åke Gustafsson (farfar till Magnus Gustafsson). 1955 kom också den tidigare världsmästaren Sten Åkerstedt till Gais från Redbergslids IK i en uppmärksammad övergång, och blev spelande tränare för laget.
Med detta lag gick Gais upp i division II 1955, efter att ha vunnit division III överlägset. Efter två åttondeplatser i division II västra slutade man 1957/1958 fyra och 1958/1959 femma i serien, innan man året därpå slutade på tionde och sista plats och åkte ur. 1962/1963 gick Gais åter upp i tvåan, och under sitt sista år slutade man femma. Därefter lades laget emellertid ner på grund av ekonomiska problem.

## Profiler
Bland de fotbollsprofiler som representerade Gais även i handboll märks Stig Hillén, Curt Thorstensson, Karl-Alfred Jacobsson, Bertil Sernros, Stig Björkman, Nils Wirén, Per-Ove Arkevall, Leif Linderoth, Bengt Apell, Kent Grek, Rune Östling, Sune Persson, Rolf Lundh och Rolf Almqvist.

### Hedersmakrillar
Under tre år delades Hedersmakrillen ut till handbollsspelande gaisare:
- 1961: Jan Bernhardtz
- 1962: Alf Heed
- 1963: Rolf Lundh

## Säsonger
- 1955/1956: Etta i division III Göteborg
- 1956/1957: Åtta i division II västra
- 1957/1958: Fyra i division II västra
- 1958/1959: Femma i division II västra
- 1959/1960: Tia i division II västra
- 1960/1961: division III Göteborg
- 1961/1962: division III Göteborg
- 1962/1963: Etta i division III Göteborg
- 1963/1964: Femma i division II västra